# José Presas
José Presas y Marull (San Felíu de Guixols, Barcelona - Madrid, 1842) fue un escritor, político, diplomático e historiador español.

## Biografía
Hijo de José Presas y de Margarita Marull y Cervera, avecindados en San Feliú de Guixols, fue contador de la provincia de Granada y se declaró defensor de los derechos de la infanta Carlota Joaquina al trono de España (el llamado Carlotismo); pasó a Buenos Aires, donde se dice que estudió Teología; también, quizá, a Charcas a estudiar Jurisprudencia, aunque hay quien dice que se tituló doctor sin serlo. El caso es que fue catedrático en Concepción de la Plata. En 1805 fue preso por encontrársele papeles comprometedores sobre alteraciones en el gobierno; cuando las invasiones inglesas se declaró anglófilo y huyó a Río de Janeiro, donde la infanta Carlota le nombró en el 8 de noviembre de 1808 su secretario. La infanta era hermana de Fernando VII y mujer de Juan VI de Portugal, y se refugió en el Brasil a raíz de la invasión napoleónica.
Presas redactó las notas y manifiestos de esta princesa, que pretendía el trono español. Se encargó además, por orden de la princesa, de establecer una imprenta en Montevideo que defendiera la causa realista, lo que logró en 1810. Allí se encargó de dirigir y administrar la imprenta Juan Bautista Aramburu, quien encomendó la dirección de la Gaceta que allí se imprimía a Nicolás Herrera, quien sólo alcanzó a publicar el Boletín anunciador ó Prospecto que salió el 8 de octubre y los dos primeros números; renunció por motivos de salud y lo sustituyó el doctor Mateo de la Portilla y Cuadra, quien la continuó hasta el 8 de agosto de 1811, en cuya fecha la tomó definitivamente Fray Cirilo de la Alameda y Brea, quien estuvo á su frente hasta el 21 de junio de 1814 en que apareció el último número, terminando su vida con la dominación española en Montevideo (23 de junio de 1814). Presas ya había vuelto a España en 1812, donde fue nombrado oficial de la Secretaría de Gracia y Justicia, y a continuación, de nuevo, contador de Granada. Allí publicó varios manifiestos, representaciones y dictámenes.
En 1822 fue a Cádiz con instrucciones de la princesa, obtuvo un destino en Gracia y Justicia y fue nombrado administrador de Rentas Reales en México, pero la independencia de ese país le obligó a regresar al año siguiente. Publicó entonces Memoria sobre el estado y situación política en que se hallaba el reino de Nueva España en agosto de 1823 (Madrid, 1824) y una Instrucción para el cultivo de la planta Nopal o Tuna higuera y cría de la cochinilla de América (Málaga, 1825). Después marchó a Francia, donde se deció a conspirar, y dio a la estampa Pintura de los males que ha causado á la España el gobierno absoluto de los dos últimos reynados y de la necesidad del restablecimiento de las antiguas cortes; ó de una carta constitucional dada por el rey Fernando (s. n., 1827), también impreso en francés en ese mismo año, y que es una crónica escandalosa del reinado de Fernando VII por el estilo del Tutilimundi; esta es su obra más famosa. Siguieron Juicio imparcial sobre las principles causas de la Revolución de la America española: Y acerca de las poderosas razones que tiene la Metropoli para reconcer su absoluta independencia (Burdeos: Pierre Beaume, 1828), Filosofía del trono y del altar, del imperio y del sacerdocio, dedicada a la juventud española (Burdeos: Casa de Carlos Lawalle Sobrino, 1829) y otras obras, por ejemplo, Memorias secretas de la princesa de Brasil (Burdeos, 1830) y El triunfo de la verdad y confusión de la impostura (Burdeos, 1830), obra que suscitó una réplica, la Breve contestación á la obra titulada el Triunfo de la verdad y confusión de la impostura, impresa en Burdeos, que más bien debería titularse ensalada con solo el condimento del vinagre, del Dr. D. José Presas, por Onil Pidoca y Narcof, tiple primero y sacristán segundo de Sao Juan de la Peña. Con unas pocas reflexiones sobre el apéndice que pone el mismo Presas del origen y vicisitudes de la ley Sálica. Dedicado á la juventud española (Barcelona: Imprenta de la viuda de D. A. Roca, 1831).
Ya en España publicó el Indicador cronológico de los sucesos más memorables ocurridos en todo el Ámbito de la Monarquía Española: Desde el año 1759 hasta 1836 (Imp. M. Calera, 1836) y un Discurso sobre la autoridad que reside en los reyes de España para suprimir o erigir obispados, y disponer que sin consentimiento del Sumo pontífice sin intervención de la Curia Romana, se consagren los arzobispos y los obispos electos (Madrid, 1836). Nombrado cónsul en Jamaica en 1838, pretendía el cargo de embajador en México, pero el gobierno prefirió a otro, por lo que se queja en Demostración de una injusticia notoria ejecutada por el ministro de la primera secretaría del estado el Excmo. Sr. don Joaquín María Ferrer (Madrid, 1841), tradujo la Historia de los reinados de Nerva y Trajano escrita en francés por Apollon Barret (Madrid: Marcelino Calero, 1835).
José Presas perteneció a la francmasonería.

## Obras
- Memoria sobre el estado y situación política en que se hallaba el reino de Nueva España en agosto de 1823 (Madrid, 1824)
- Instrucción para el cultivo de la planta Nopal o Tuna higuera y cría de la cochinilla de América (Málaga, 1825)
- Pintura de los males que ha causado á la España el gobierno absoluto de los dos últimos reynados y de la necesidad del restablecimiento de las antiguas cortes; ó de una carta constitucional dada por el rey Fernando (Burdeos: Impr. de R. de la Guillotière, 1827)
- Juicio imparcial sobre las principles causas de la Revolución de la America espanola: Y acerca de las poderosas razones que tiene la Metropoli para reconcer su absoluta independencia (Burdeos: P. Beaume, 1828)
- Proyecto sobre el nuevo método de convocar las antiguas Córtes de España: conforme á las leyes fundamentales de la monarquía, y arreglado á las luces y circunstancias del día (Burdeos: Casa de Carlos Lawalle Sobrino, 1828).
- Memorias secretas de la princesa de Brasil (Burdeos, 1830)
- El triunfo de la verdad y confusión de la impostura (Burdeos, 1830).
- Indicador cronológico de los sucesos más memorables ocurridos en todo el Ámbito de la Monarquía Española: Desde el año 1759 hasta 1836 (Madrid: Imp. Marcelino Calero, 1836)
- Discurso sobre la autoridad que reside en los reyes de España para suprimir o erigir obispados, y disponer que sin consentimiento del Sumo pontífice sin intervención de la Curia Romana, se consagren los arzobispos y los obispos electos (Madrid, 1836)
- Demostración de una injusticia notoria. ejecutada por el ministro de la primera secretaría del estado el Excmo. Sr. don Joaquín María Ferrer (Madrid, 1841)
- Traducción de Barret, Historia de los reinados de Nerva y Trajano (Madrid: Marcelino Calero, 1835).